# ナファヨ・バクボールト
ナファヨ・バクボールト（Navajo Bakboord、1999年1月29日 - ）は、オランダ・アムステルダム出身のサッカー選手。ヘラクレス・アルメロ所属。ポジションはDF。